# Ischnangela
Ischnangela là một chi bướm đêm thuộc họ Cosmopterigidae.